# Olympische Winterspiele 2010/Teilnehmer (Deutschland)
| Gelbes Symbol für Goldmedaillen mit stilisierten Olympischen Ringen | Graues Symbol für Silbermedaillen mit stilisierten Olympischen Ringen | Braundes Symbol für Bronzemedaillen mit stilisierten Olympischen Ringen |
| ------------------------------------------------------------------- | --------------------------------------------------------------------- | ----------------------------------------------------------------------- |
| 10                                                                  | 13                                                                    | 7                                                                       |

Deutschland nahm an den Olympischen Winterspielen 2010 im kanadischen Vancouver mit 153 Athleten (58 Frauen und 95 Männer) in allen 15 Sportarten teil.

## Nominierungen
In einer ersten Nominierungsphase wurden am 17. Dezember 2009 44 deutsche Athleten (21 Frauen und 23 Männern) in fünf Sportarten sowie zusätzlich 16 Betreuer (Trainer, Ärzte, Physiotherapeuten und Betreuer) für die Spiele benannt. Bei einer zweiten Nominierungsphase wurden am 22. Januar 2010 weitere 101 Sportler nominiert, zudem mehrere mögliche Sportler, die bei entsprechender später Erfüllung der Qualifikationsnorm noch nachrücken hätten dürfen.
Mit der zweiten Qualifikationsrunde wurden zunächst insgesamt 141 Betreuer nominiert, die alle die Ehren- und Verpflichtungserklärung des DOSB unterschreiben mussten. Zudem wurde für alle Betreuer eine Anfrage bei der Birthler-Behörde auf Stasi-Verbindungen gestellt. Sieben Sportler wurden am 27. Januar nach nominiert. Chef de Mission war Bernhard Schwank, leitender Arzt Bernd Wolfarth und leitender Physiotherapeut Klaus Eder. Das deutsche Team strebte die Verteidigung des ersten Platzes in der inoffiziellen Nationenwertung an, wurde in der Endabrechnung jedoch Zweiter hinter Kanada. Dabei konnte die Mannschaft eine Medaille mehr als in Turin bei einem Olympiasieg weniger gewinnen.

## Flaggenträger

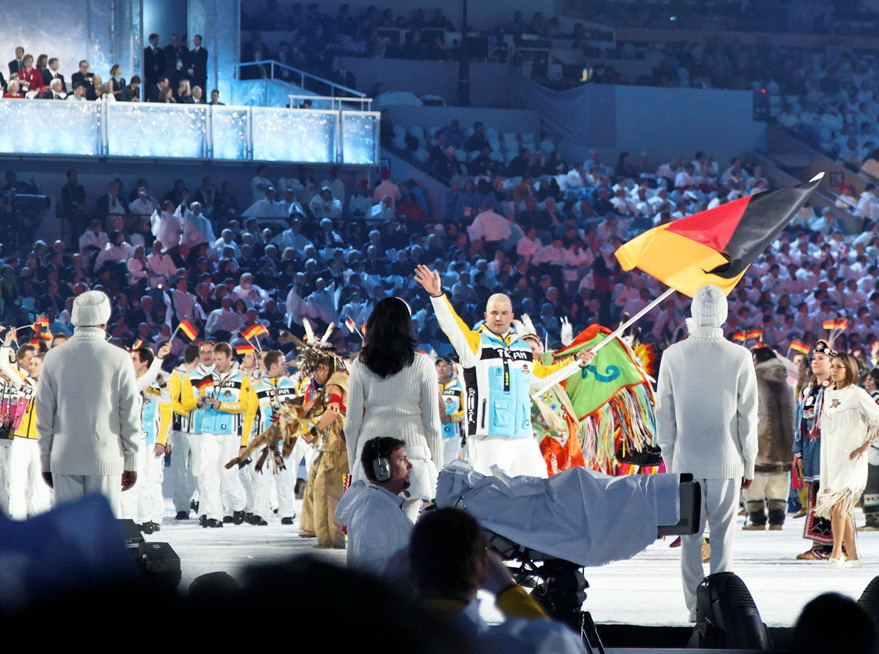
André Lange trägt die Flagge Deutschlands.

Bei der Eröffnungsfeier führte Bobpilot André Lange die deutsche Mannschaft als Flaggenträger in das BC Place Stadium, bei der Schlussfeier trug die erfolgreichste deutsche Sportlerin dieser Winterspiele, Magdalena Neuner, die Flagge.
- Siehe auch: Liste der Fahnenträger der deutschen Mannschaften bei Olympischen Spielen

## Medaillen

### Medaillenspiegel
| Rang   | Sportart              | Gold | Silber | Bronze | Gesamt |
| ------ | --------------------- | ---- | ------ | ------ | ------ |
| 1      | Ski Alpin             | 3    | —      | —      | 3      |
| 2      | Biathlon              | 2    | 1      | 2      | 5      |
| 3      | Rennrodeln            | 2    | 1      | 2      | 5      |
| 4      | Skilanglauf           | 1    | 4      | —      | 5      |
| 5      | Eisschnelllauf        | 1    | 3      | —      | 4      |
| 6      | Bob                   | 1    | 2      | —      | 3      |
| 7      | Skeleton              | —    | 1      | 1      | 2      |
| 8      | Skispringen           | —    | 1      | —      | 1      |
| 9      | Eiskunstlauf          | —    | —      | 1      | 1      |
| 9      | Nordische Kombination | —    | —      | 1      | 1      |
| Gesamt | Gesamt                | 10   | 13     | 7      | 30     |

### Medaillengewinner
| Name/n                                                                              | Sportart              | Wettkampf                     |
| ----------------------------------------------------------------------------------- | --------------------- | ----------------------------- |
| Gold                                                                                |                       |                               |
| Tatjana Hüfner                                                                      | Rennrodeln            | Einsitzer                     |
| André Lange Kevin Kuske                                                             | Bobsport              | Zweierbob                     |
| Felix Loch                                                                          | Rennrodeln            | Einsitzer                     |
| Magdalena Neuner                                                                    | Biathlon              | Massenstart (12,5 km)         |
| Magdalena Neuner                                                                    | Biathlon              | Verfolgung (10 km)            |
| Viktoria Rebensburg                                                                 | Ski Alpin             | Riesenslalom                  |
| Maria Riesch                                                                        | Ski Alpin             | Slalom                        |
| Maria Riesch                                                                        | Ski Alpin             | Super-Kombination             |
| Evi Sachenbacher-Stehle Claudia Nystad                                              | Skilanglauf           | Teamsprint (Freistil)         |
| Daniela Anschütz-Thoms Stephanie Beckert Katrin Mattscherodt Anni Friesinger-Postma | Eisschnelllauf        | Teamverfolgung                |
| Silber                                                                              |                       |                               |
| Tobias Angerer                                                                      | Skilanglauf           | 30 km Doppelverfolgung        |
| Stephanie Beckert                                                                   | Eisschnelllauf        | 3000 m                        |
| Stephanie Beckert                                                                   | Eisschnelllauf        | 5000 m                        |
| Thomas Florschütz Richard Adjei                                                     | Bobsport              | Zweierbob                     |
| André Lange Kevin Kuske Alexander Rödiger Martin Putze                              | Bobsport              | Viererbob                     |
| David Möller                                                                        | Rennrodeln            | Einsitzer                     |
| Michael Neumayer Martin Schmitt Michael Uhrmann Andreas Wank                        | Skispringen           | Teamspringen                  |
| Magdalena Neuner                                                                    | Biathlon              | Sprint (7,5 km)               |
| Kerstin Szymkowiak                                                                  | Skeleton              | Frauen                        |
| Axel Teichmann                                                                      | Skilanglauf           | 50 km Massenstart (klassisch) |
| Axel Teichmann Tim Tscharnke                                                        | Skilanglauf           | Teamsprint (Freistil)         |
| Jenny Wolf                                                                          | Eisschnelllauf        | 500 m                         |
| Katrin Zeller Evi Sachenbacher-Stehle Miriam Gössner Claudia Nystad                 | Skilanglauf           | 4 × 5 km Staffel              |
| Bronze                                                                              |                       |                               |
| Tino Edelmann Johannes Rydzek Björn Kircheisen Eric Frenzel                         | Nordische Kombination | Teamwettkampf                 |
| Natalie Geisenberger                                                                | Rennrodeln            | Einsitzer                     |
| Simone Hauswald                                                                     | Biathlon              | Massenstart (12,5 km)         |
| Anja Huber                                                                          | Skeleton              | Frauen                        |
| Patric Leitner, Alexander Resch                                                     | Rennrodeln            | Doppelsitzer                  |
| Aljona Savchenko, Robin Szolkowy                                                    | Eiskunstlauf          | Paarlauf                      |
| Kati Wilhelm Simone Hauswald Martina Beck Andrea Henkel                             | Biathlon              | Staffel (4 × 6 km)            |

### Erfolgsprämien
Für besonders erfolgreiche Sportler wurden durch die Stiftung Deutsche Sporthilfe – wie auch bereits bei Spielen zuvor – Prämien ausgelobt: 15.000 Euro für den Gewinn einer Goldmedaille, 10.000 für Silber und 7.500 für Bronze. Auch Nichtmedaillenränge wurden gestaffelt bis zum 8. Platz (1.500 Euro) mit einer Erfolgszahlung belohnt. Teilnehmer, die mehr als eine Platzierung in den honorierten Rängen erreichten, bekamen für ihre zweiten und weitere Platzierungen in der Regel 50 % des Richtsatzes ausbezahlt. Insgesamt wurden 555.000 Euro Prämien an 75 Athleten ausgeschüttet. Einige Sportler mit hochdotierten Werbeverträgen verzichteten freiwillig auf die Fördergelder.

## Teilnehmer nach Sportarten

### Biathlon
| Athleten                                                    | Wettbewerbe         | Zeit         | Fehler        | Rang   |
| ----------------------------------------------------------- | ------------------- | ------------ | ------------- | ------ |
| Frauen                                                      |                     |              |               |        |
| Magdalena Neuner                                            | 7,5 km Sprint       | 19:57,1 min  | 1 (0+1)       | Silber |
| Magdalena Neuner                                            | 10 km Verfolgung    | 30:16,0 min  | 2 (0+0+1+1)   | Gold   |
| Magdalena Neuner                                            | 12,5 km Massenstart | 35:19,6 min  | 2 (1+0+1+0)   | Gold   |
| Magdalena Neuner                                            | 15 km Einzel        | 42:42,1 min  | 3 (1+2+0+0)   | 10     |
| Martina Beck                                                | 15 km Einzel        | 44:12,0 min  | 2 (0+2+0+0)   | 29     |
| Simone Hauswald                                             | 7,5 km Sprint       | 21:14,1 min  | 2 (1+1)       | 26     |
| Simone Hauswald                                             | 10 km Verfolgung    | 31:58,6 min  | 4 (1+0+1+2)   | 16     |
| Simone Hauswald                                             | 12,5 km Massenstart | 35:26,9 min  | 2 (0+0+2+0)   | Bronze |
| Andrea Henkel                                               | 7,5 km Sprint       | 21:15,7 min  | 2 (1+1)       | 27     |
| Andrea Henkel                                               | 10 km Verfolgung    | 31:40,5 min  | 3 (1+0+1+1)   | 10     |
| Andrea Henkel                                               | 12,5 km Massenstart | 36:13,5 min  | 1 (1+0+0+0)   | 9      |
| Andrea Henkel                                               | 15 km Einzel        | 42:32,4 min  | 2 (0+0+1+1)   | 6      |
| Kati Wilhelm                                                | 7,5 km Sprint       | 21:27,2 min  | 3 (2+1)       | 30     |
| Kati Wilhelm                                                | 10 km Verfolgung    | 31:43,3 min  | 1 (0+0+0+1)   | 12     |
| Kati Wilhelm                                                | 12,5 km Massenstart | 38:37,7 min  | 5 (1+3+1+0)   | 25     |
| Kati Wilhelm                                                | 15 km Einzel        | 41:57,3 min  | 1 (0+0+1+0)   | 4      |
| Kati Wilhelm Simone Hauswald Martina Beck Andrea Henkel     | 4 × 6 km Staffel    | 1:10:13, 4 h | 0+5 (0+2 0+3) | Bronze |
| Männer                                                      |                     |              |               |        |
| Andreas Birnbacher                                          | 10 km Sprint        | 26:06,4 min  | 1 (0+1)       | 23     |
| Andreas Birnbacher                                          | 12,5 km Verfolgung  | 35:03,4 min  | 2 (1+0+1+0)   | 13     |
| Andreas Birnbacher                                          | 15 km Massenstart   | 36:30,2 min  | 3 (0+1+2+0)   | 15     |
| Andreas Birnbacher                                          | 20 km Einzel        | 50:43,5 min  | 2 (2+0+0+0)   | 12     |
| Michael Greis                                               | 10 km Sprint        | 25:56,0 min  | 3 (1+2)       | 21     |
| Michael Greis                                               | 12,5 km Verfolgung  | 34:29,6 min  | 1 (0+0+0+1)   | 5      |
| Michael Greis                                               | 15 km Massenstart   | 36:10,7 min  | 3 (0+0+1+2)   | 10     |
| Michael Greis                                               | 20 km Einzel        | 50:37,6 min  | 2 (0+2+0+0)   | 10     |
| Arnd Peiffer                                                | 10 km Sprint        | 26:29,1 min  | 2 (1+1)       | 37     |
| Arnd Peiffer                                                | 12,5 km Verfolgung  | 36:44,9 min  | 4 (0+0+1+3)   | 37     |
| Arnd Peiffer                                                | 15 km Massenstart   | 36:44,5 min  | 2 (0+0+2+0)   | 17     |
| Christoph Stephan                                           | 10 km Sprint        | 25:51,1 min  | 1 (0+1)       | 19     |
| Christoph Stephan                                           | 12,5 km Verfolgung  | 36:02,3 min  | 4 (1+0+1+2)   | 30     |
| Christoph Stephan                                           | 15 km Massenstart   | 37:11,4 min  | 4 (0+1+1+2)   | 23     |
| Christoph Stephan                                           | 20 km Einzel        | 52:33,4 min  | 3 (1+0+0+2)   | 29     |
| Alexander Wolf                                              | 20 km Einzel        | 52:09,0 min  | 2 (1+0+0+1)   | 24     |
| Simon Schempp Andreas Birnbacher Arnd Peiffer Michael Greis | 4 × 7,5 km Staffel  | 1:23:16,0 h  | 0+9 (0+0 2+7) | 4      |

Tina Bachmann war ebenfalls nominiert, kam allerdings nicht zum Einsatz.

### Bob
| Athleten                                                      | Wettbewerb | Lauf 1  | Lauf 1 | Lauf 2  | Lauf 2 | Lauf 3  | Lauf 3 | Lauf 4  | Lauf 4 | Gesamt      | Gesamt |
| Athleten                                                      | Wettbewerb | Zeit    | Rang   | Zeit    | Rang   | Zeit    | Rang   | Zeit    | Rang   | Zeit        | Rang   |
| ------------------------------------------------------------- | ---------- | ------- | ------ | ------- | ------ | ------- | ------ | ------- | ------ | ----------- | ------ |
| Frauen                                                        |            |         |        |         |        |         |        |         |        |             |        |
| Sandra Kiriasis Christin Senkel                               | Zweierbob  | 53,41 s | 4      | 53,23 s | 4      | 53,58 s | 7      | 53,59 s | 5      | 3:33,81 min | 4      |
| Cathleen Martini Romy Logsch                                  | Zweierbob  | 53,28 s | 2      | 53,32 s | 5      | 53,39 s | 4      | DSQ     | DSQ    | DSQ         | DSQ    |
| Claudia Schramm Janine Tischer                                | Zweierbob  | 53,65 s | 6      | 53,57 s | 8      | 53,81 s | 8      | 53,65 s | 6      | 3:34,68 min | 7      |
| Männer                                                        |            |         |        |         |        |         |        |         |        |             |        |
| André Lange Kevin Kuske                                       | Zweierbob  | 51,59 s | 2      | 51,72 s | 1      | 51,57 s | 1      | 51,77 s | 1      | 3:26,65 min | Gold   |
| Thomas Florschütz Richard Adjei                               | Zweierbob  | 51,57 s | 1      | 51,85 s | 2      | 51,62 s | 2      | 51,83 s | 2      | 3:26,87 min | Silber |
| Karl Angerer Gregor Bermbach                                  | Zweierbob  | 52,23 s | 11     | 52,43 s | 10     | 52,19 s | 10     | 52,44 s | 13     | 3:29,29 min | 9      |
| André Lange Kevin Kuske Alexander Rödiger Martin Putze        | Viererbob  | 51,14 s | 3      | 51,05 s | 3      | 51,29 s | 3      | 51,36 s | 1      | 3:24,84 min | Silber |
| Thomas Florschütz Ronny Listner Andreas Barucha Richard Adjei | Viererbob  | 51,14 s | 4      | 51,36 s | 7      | 51,45 s | 4      | 51,63 s | 6      | 3:25,58 min | 4      |
| Karl Angerer Andreas Bredau Alexander Mann Gregor Bermbach    | Viererbob  | 51,18 s | 5      | 51,41 s | 10     | 51,70 s | 9      | 51,77 s | 9      | 3:26,06 min | 7      |

René Hoppe sagte seine Teilnahme nach Beginn der Spiele verletzungsbedingt ab; für ihn rückte Alexander Rödiger ins Team Lange nach. Rödiger wurde in der Mannschaft Angerers durch Andreas Bredau als Nachrücker ersetzt.

### Curling
| Wettbewerb  | Frauen | Männer |
| ----------- | --- | --- |
| Spieler     | Stella Heiß Mélanie Robillard Corinna Scholz Andrea Schöpp (Skip) Monika Wagner                                            | Daniel Herberg Holger Höhne Andreas Kapp (Skip) Andreas Kempf Andreas Lang                                                       |
| Vorrunde    | Russland 9:5 Vereinigte Staaten 6:5 Kanada 5:6 Großbritannien 4:7 China 7:9 Dänemark5:6 Japan 7:6 Schweiz 2:4 Schweden 7:8 | Vereinigte Staaten 7:5 Kanada 4:9 Schweden 3:6 Norwegen 4:7 Schweiz 7:6 Frankreich 9:4 Dänemark 5:9 China 7:6 Großbritannien 2:8 |
| Halbfinale  | ausgeschieden | ausgeschieden |
| Finale      | ausgeschieden | ausgeschieden |
| Platzierung | 6. | 6. |

### Eishockey
| Wettbewerb                 | Männer |
| -------------------------- | --- |
| Spieler                    | Michael Bakos Sven Butenschön Christian Ehrhoff Dennis Endras Sven Felski Jakub Ficenec Marcel Goc Thomas Greilinger Thomas Greiss Jochen Hecht Korbinian Holzer Kai Hospelt Manuel Klinge Marcel Müller Travis James Mulock Dimitri Pätzold André Rankel Chris Schmidt Dennis Seidenberg Marco Sturm Alexander Sulzer John Tripp Michael Wolf |
| Trainer                    | Uwe Krupp |
| Vorrunde                   | Schweden 0:2 (0:0, 0:2, 0:0) Finnland 0:5 (0:1, 0:2, 0:2) Belarus 3:5 (1:1, 0:1, 2:3) |
| Viertelfinal-Qualifikation | ausgeschieden |
| Viertelfinale              | ausgeschieden |
| Halbfinale                 | ausgeschieden |
| Finale                     | ausgeschieden |
| Platzierung                | 11. |

Wenige Tage vor Beginn des Turniers strich Bundestrainer Uwe Krupp die Spieler Jason Holland (DEG Metro Stars), Alexander Barta (Hamburg Freezers) und Philip Gogulla (Portland Pirates) aus dem Ende Dezember 2009 vorläufig nominierten Kader. Sie wurden durch Sven Butenschön, Jochen Hecht und Kai Hospelt ersetzt.

### Eiskunstlauf
| Athleten                        | Wettbewerbe | Kurzprogramm | Kurzprogramm | Pflichttanz | Pflichttanz | Originaltanz | Originaltanz | Kür/Kürtanz | Kür/Kürtanz | Gesamt | Gesamt |
| Athleten                        | Wettbewerbe | Punkte       | Rang         | Punkte      | Rang        | Punkte       | Rang         | Punkte      | Rang        | Punkte | Rang   |
| ------------------------------- | ----------- | ------------ | ------------ | ----------- | ----------- | ------------ | ------------ | ----------- | ----------- | ------ | ------ |
| Frauen                          |             |              |              |             |             |              |              |             |             |        |        |
| Sarah Hecken                    | Einzel      | 49,04        | 23           | –           | –           | –            | –            | 94,90       | 15          | 143,94 | 18     |
| Männer                          |             |              |              |             |             |              |              |             |             |        |        |
| Stefan Lindemann                | Einzel      | 68,50        | 17           | –           | –           | –            | –            | 103,48      | 23          | 171,98 | 22     |
| Mixed                           |             |              |              |             |             |              |              |             |             |        |        |
| Christina Beier William Beier   | Eistanz     | –            | –            | 30,31       | 16          | 46,42        | 18           | 72,91       | 18          | 149,64 | 18     |
| Aljona Savchenko Robin Szolkowy | Paarlauf    | 75,96        | 2            | –           | –           | –            | –            | 134,64      | 3           | 210,60 | Bronze |
| Maylin Hausch Daniel Wende      | Paarlauf    | 45,46        | 17           | –           | –           | –            | –            | 93,28       | 15          | 138,74 | 17     |

### Eisschnelllauf
| Athleten               | Wettbewerbe | Zeit         | Rang   |
| ---------------------- | ----------- | ------------ | ------ |
| Frauen                 |             |              |        |
| Monique Angermüller    | 500 m       | 1:17,59 min  | 11     |
| Monique Angermüller    | 1000 m      | 1:18,179 min | 22     |
| Monique Angermüller    | 1500 m      | 1:59,46 min  | 13     |
| Daniela Anschütz-Thoms | 1500 m      | 1:58,85 min  | 10     |
| Daniela Anschütz-Thoms | 3000 m      | 4:04,87 min  | 4      |
| Daniela Anschütz-Thoms | 5000 m      | 6:58,64 min  | 4      |
| Stephanie Beckert      | 3000 m      | 4:04,62 min  | Silber |
| Stephanie Beckert      | 5000 m      | 6:51,39 min  | Silber |
| Anni Friesinger-Postma | 1000 m      | 1:17,71 min  | 14     |
| Anni Friesinger-Postma | 1500 m      | 1:58,67 min  | 9      |
| Judith Hesse           | 500 m       | 1:18,84 min  | 28     |
| Katrin Mattscherodt    | 3000 m      | 4:13,72 min  | 13     |
| Katrin Mattscherodt    | 5000 m      | DSQ          | DSQ    |
| Isabell Ost            | 1500 m      | 2:01,69 min  | 22     |
| Jenny Wolf             | 500 m       | 1:16,14 min  | Silber |
| Jenny Wolf             | 1000 m      | 1:17,91 min  | 17     |
| Männer                 |             |              |        |
| Patrick Beckert        | 5000 m      | 6:36,02 min  | 22     |
| Robert Lehmann         | 5000 m      | 6:43,77 min  | 26     |
| Nico Ihle              | 500 m       | 1:11,07 min  | 18     |
| Nico Ihle              | 1000 m      | 1:11,04 min  | 25     |
| Samuel Schwarz         | 500 m       | 1:11,51 min  | 23     |
| Samuel Schwarz         | 100 m       | 1:10,45 min  | 16     |
| Samuel Schwarz         | 1500 m      | 1:50,07 min  | 32     |
| Marco Weber            | 5000 m      | 6:36,45 min  | 23     |
| Marco Weber            | 10.000 m    | 13:35,73 min | 10     |

| Athleten                                                        | Wettbewerbe    | Viertelfinale | Viertelfinale | Halbfinale         | Halbfinale | A-Finale | A-Finale | Rang |
| Athleten                                                        | Wettbewerbe    | Gegner        | Zeit          | Gegner             | Zeit       | Gegner   | Zeit     | Rang |
| --------------------------------------------------------------- | -------------- | ------------- | ------------- | ------------------ | ---------- | -------- | -------- | ---- |
| Frauen                                                          |                |               |               |                    |            |          |          |      |
| Daniela Anschütz-Thoms Stephanie Beckert Anni Friesinger-Postma | Teamverfolgung | Niederlande   | −1,43 s       | Vereinigte Staaten | −0,23 s    | Japan    | −0,02 s  | Gold |

### Freestyle-Skiing
| Athleten      | Wettbewerbe | Qualifikation | Achtelfinale | Viertelfinale | Halbfinale    | Finale        | Rang |
| Athleten      | Wettbewerbe | Rang          | Rang         | Rang          | Rang          | Rang          | Rang |
| ------------- | ----------- | ------------- | ------------ | ------------- | ------------- | ------------- | ---- |
| Frauen        |             |               |              |               |               |               |      |
| Julia Manhard | Skicross    | 24            | 3            | ausgeschieden | ausgeschieden | ausgeschieden | 25   |
| Anna Wörner   | Skicross    | 7             | 4            | ausgeschieden | ausgeschieden | ausgeschieden | 17   |
| Heidi Zacher  | Skicross    | 19            | 4            | ausgeschieden | ausgeschieden | ausgeschieden | 20   |
| Männer        |             |               |              |               |               |               |      |
| Martin Fiala  | Skicross    | 29            | 3            | ausgeschieden | ausgeschieden | ausgeschieden | 31   |
| Simon Stickl  | Skicross    | 8             | 3            | ausgeschieden | ausgeschieden | ausgeschieden | 19   |

### Nordische Kombination
| Athleten                                                    | Wettbewerb                        | Skispringen | Skispringen | Skispringen | Langlauf    | Langlauf | Rang   |
| Athleten                                                    | Wettbewerb                        | Weite       | Punkte      | Rang        | Zeit        | Rang     | Rang   |
| ----------------------------------------------------------- | --------------------------------- | ----------- | ----------- | ----------- | ----------- | -------- | ------ |
| Männer                                                      |                                   |             |             |             |             |          |        |
| Tino Edelmann                                               | Gundersen-Wettkampf Normalschanze | 98,5 m      | 119,0       | 16          | 25:41,6 min | 24       | 24     |
| Tino Edelmann                                               | Gundersen-Wettkampf Großschanze   | 109,5 m     | 86,3        | 35          | 25:52,0 min | 22       | 29     |
| Eric Frenzel                                                | Gundersen-Wettkampf Normalschanze | 104,5 m     | 74,2        | 41          | 25:17,2 min | 12       | 10     |
| Eric Frenzel                                                | Gundersen-Wettkampf Großschanze   | 98,0 m      | 119,0       | 16          | 26:12,6 min | 30       | 40     |
| Georg Hettich                                               | Gundersen-Wettkampf Großschanze   | 121,5 m     | 106,3       | 17          | 26:32,5 min | 36       | 24     |
| Björn Kircheisen                                            | Gundersen-Wettkampf Normalschanze | 98,0 m      | 118,5       | 19          | 26:01,3 min | 29       | 29     |
| Björn Kircheisen                                            | Gundersen-Wettkampf Großschanze   | 123,5 m     | 108,8       | 12          | 26:33,5 min | 37       | 20     |
| Johannes Rydzek                                             | Gundersen-Wettkampf Normalschanze | 95,5 m      | 112,0       | 30          | 25:51,3 min | 28       | 28     |
| Tino Edelmann Johannes Rydzek Björn Kircheisen Eric Frenzel | Teamwettbewerb                    | 513,5 m     | 473,3       | 6           | 49:06,1 min | 2        | Bronze |

### Rodeln
| Athlet                            | Wettbewerb   | Lauf 1   | Lauf 1 | Lauf 2   | Lauf 2 | Lauf 3   | Lauf 3 | Lauf 4   | Lauf 4 | Gesamt       | Gesamt |
| Athlet                            | Wettbewerb   | Zeit     | Rang   | Zeit     | Rang   | Zeit     | Rang   | Zeit     | Rang   | Zeit         | Rang   |
| --------------------------------- | ------------ | -------- | ------ | -------- | ------ | -------- | ------ | -------- | ------ | ------------ | ------ |
| Frauen                            |              |          |        |          |        |          |        |          |        |              |        |
| Natalie Geisenberger              | Einsitzer    | 41,743 s | 2      | 41,657 s | 4      | 41,800 s | 2      | 41,901 s | 7      | 2:47,101 min | Bronze |
| Tatjana Hüfner                    | Einsitzer    | 41,760 s | 3      | 41,481 s | 1      | 41,666 s | 1      | 41,617 s | 1      | 2:46,524 min | Gold   |
| Anke Wischnewski                  | Einsitzer    | 41,785 s | 5      | 41,685 s | 5      | 41,894 s | 4      | 41,889 s | 5      | 2:47,253 min | 5      |
| Männer                            |              |          |        |          |        |          |        |          |        |              |        |
| Felix Loch                        | Einsitzer    | 48,168 s | 1      | 48,402 s | 1      | 48,344 s | 1      | 48,171 s | 2      | 3:13,085 min | Gold   |
| Andi Langenhan                    | Einsitzer    | 48,629 s | 6      | 48,658 s | 5      | 48,869 s | 4      | 48,473 s | 6      | 3:14,629 min | 4      |
| David Möller                      | Einsitzer    | 48,341 s | 2      | 48,511 s | 2      | 48,582 s | 2      | 48,330 s | 1      | 3:13,764 min | Silber |
| Patric Leitner Alexander Resch    | Doppelsitzer | 41,566 s | 5      | 41,474 s | 2      | –        | –      | –        | –      | 1:23,040 min | Bronze |
| André Florschütz Torsten Wustlich | Doppelsitzer | 41,545 s | 4      | 41,645 s | 5      | –        | –      | –        | –      | 1:23,190 min | 5      |

### Shorttrack
| Athleten                                                 | Wettbewerbe    | Vorlauf      | Vorlauf | Viertelfinale | Viertelfinale | Halbfinale    | Halbfinale    | B-Finale      | B-Finale      | Rang |
| Athleten                                                 | Wettbewerbe    | Zeit         | Rang    | Zeit          | Rang          | Zeit          | Rang          | Zeit          | Rang          | Rang |
| -------------------------------------------------------- | -------------- | ------------ | ------- | ------------- | ------------- | ------------- | ------------- | ------------- | ------------- | ---- |
| Frauen                                                   |                |              |         |               |               |               |               |               |               |      |
| Aika Klein                                               | 500 m          | 45,186 s     | 4       | ausgeschieden | ausgeschieden | ausgeschieden | ausgeschieden | ausgeschieden | ausgeschieden | 23   |
| Aika Klein                                               | 1000 m         | 1:58,857 min | 3 1     | 1:51,552 min  | 4             | ausgeschieden | ausgeschieden | ausgeschieden | ausgeschieden | 15   |
| Aika Klein                                               | 1500 m         | DSQ          | DSQ     | DSQ           | DSQ           | DSQ           | DSQ           | DSQ           | DSQ           | DSQ  |
| Männer                                                   |                |              |         |               |               |               |               |               |               |      |
| Paul Herrmann                                            | 1000 m         | 1:26,739 min | 3       | ausgeschieden | ausgeschieden | ausgeschieden | ausgeschieden | ausgeschieden | ausgeschieden | 23   |
| Paul Herrmann                                            | 1500 m         | 2:16,782 min | 6       | –             | –             | ausgeschieden | ausgeschieden | ausgeschieden | ausgeschieden | 27   |
| Tyson Heung                                              | 500 m          | 41,835 s     | 2       | 48,554 s      | 3 2           | 41,455 s      | 3             | 42,307 s      | 2             | 5    |
| Tyson Heung                                              | 1000 m         | 1:25,938 min | 2       | 1:26,098 min  | 4             | ausgeschieden | ausgeschieden | ausgeschieden | ausgeschieden | 10   |
| Tyson Heung                                              | 1500 m         | 2:14,461 min | 4       | –             | –             | ausgeschieden | ausgeschieden | ausgeschieden | ausgeschieden | 21   |
| Sebastian Praus                                          | 1500 m         | 2:17,058 min | 3       | –             | –             | 2:16,240 min  | 3             | 2:20,374 min  | 5             | 11   |
| Robert Seifert                                           | 500 m          | 42,181 s     | 3       | ausgeschieden | ausgeschieden | ausgeschieden | ausgeschieden | ausgeschieden | ausgeschieden | 16   |
| Paul Herrmann Tyson Heung Sebastian Praus Robert Seifert | 5000 m Staffel | –            | –       | –             | –             | 6:47,289 min  | 3             | 6:50,119 min  | 2             | 7    |

Robert Becker war ebenfalls nominiert kam aber nicht zum Einsatz.

### Skeleton
| Athlet             | Lauf 1  | Lauf 1 | Lauf 2  | Lauf 2 | Lauf 3  | Lauf 3 | Lauf 4  | Lauf 4 | Gesamt      | Gesamt |
| Athlet             | Zeit    | Rang   | Zeit    | Rang   | Zeit    | Rang   | Zeit    | Rang   | Zeit        | Rang   |
| ------------------ | ------- | ------ | ------- | ------ | ------- | ------ | ------- | ------ | ----------- | ------ |
| Frauen             |         |        |         |        |         |        |         |        |             |        |
| Anja Huber         | 54,17 s | 4      | 54,21 s | 4      | 54,10 s | 8      | 53,88 s | 2      | 3:36,36 min | Bronze |
| Kerstin Szymkowiak | 54,15 s | 3      | 54,11 s | 1      | 53,91 s | 5      | 54,03 s | 5      | 3:36,20 min | Silber |
| Marion Trott       | 54,53 s | 9      | 54,53 s | 10     | 53,88 s | 4      | 54,17 s | 7      | 3:37,11 min | 8      |
| Männer             |         |        |         |        |         |        |         |        |             |        |
| Mirsad Halilovic   | 53,18 s | 11     | 53,24 s | 19     | 52,64 s | 10     | 53,02 s | 15     | 3:32,08 min | 13     |
| Frank Rommel       | 52,90 s | 6      | 53,25 s | 12     | 52,55 s | 4      | 52,70 s | 6      | 3:31,40 min | 7      |
| Sandro Stielicke   | 53,18 s | 13     | 53,24 s | 11     | 52,64 s | 7      | 53,02 s | 11     | 3:32,08 min | 10     |

### Ski Alpin
| Athleten            | Wettbewerbe        | 1. Lauf     | 1. Lauf | 2. Lauf     | 2. Lauf | Gesamt      | Gesamt |
| Athleten            | Wettbewerbe        | Zeit        | Rang    | Zeit        | Rang    | Zeit        | Rang   |
| ------------------- | ------------------ | ----------- | ------- | ----------- | ------- | ----------- | ------ |
| Frauen              |                    |             |         |             |         |             |        |
| Fanny Chmelar       | Slalom             | 52,12 s     | 13      | DNF         | DNF     | DNF         | DNF    |
| Viktoria Rebensburg | Riesenslalom       | 1:15,47 min | 6       | 1:11,64 min | 7       | 2:27,11 min | Gold   |
| Viktoria Rebensburg | Super-G            |             |         |             |         | 1:25,23 min | 28     |
| Christina Geiger    | Slalom             | 52,10 s     | 10      | 53,52 s     | 19      | 1:45,62 min | 14     |
| Kathrin Hölzl       | Riesenslalom       | 1:15,81 min | 10      | 1:11,77 min | 12      | 2:27,58 min | 6      |
| Maria Riesch        | Abfahrt            | –           | –       | –           | –       | 1:46,26 min | 8      |
| Maria Riesch        | Alpine Kombination | 1:24,49 min | 2       | 44,65 s     | 7       | 2:09,14 min | Gold   |
| Maria Riesch        | Riesenslalom       | 1:15,60 min | 7       | 1:12,37 min | 20      | 2:27,97 min | 10     |
| Maria Riesch        | Slalom             | 50,75 s     | 1       | 52,14 s     | 3       | 1:42,89 min | Gold   |
| Maria Riesch        | Super-G            | –           | –       | –           | –       | 1:21,46 min | 8      |
| Susanne Riesch      | Slalom             | 51,46 s     | 4       | DNF         | DNF     | DNF         | DNF    |
| Gina Stechert       | Abfahrt            | –           | –       | –           | –       | 1:46,93 min | 10     |
| Gina Stechert       | Alpine Kombination | 1:25,44 min | 6       | DNF         | DNF     | DNF         | DNF    |
| Gina Stechert       | Super-G            | –           | –       | –           | –       | 1:22,21 min | 15     |
| Männer              |                    |             |         |             |         |             |        |
| Stephan Keppler     | Abfahrt            | –           | –       | –           | –       | 1:56,11 min | 24     |
| Stephan Keppler     | Alpine Kombination | 1:56,09 min | 24      | 53,70 s     | 25      | 2:49,79 min | 24     |
| Stephan Keppler     | Super-G            | –           | –       | –           | –       | DNF         | DNF    |
| Felix Neureuther    | Riesenslalom       | 1:18,24 min | 13      | 1:20,82 min | 5       | 2:39,06 min | 8      |
| Felix Neureuther    | Slalom             | DNF         | DNF     | DNF         | DNF     | DNF         | DNF    |

Katharina Dürr, die ebenfalls nominiert war, kam nicht zum Einsatz.

### Skilanglauf
| Athleten                                                            | Wettbewerbe       | Zeit        | Rang   |
| ------------------------------------------------------------------- | ----------------- | ----------- | ------ |
| Frauen                                                              |                   |             |        |
| Stefanie Böhler                                                     | 10 km Freistil    | 26:19,2 min | 23     |
| Stefanie Böhler                                                     | 15 km Skiathlon   | 26:19,2 min | 36     |
| Stefanie Böhler                                                     | 30 km Klassisch   | 1:34:08,7 h | 17     |
| Nicole Fessel                                                       | 15 km Skiathlon   | 42:25,1 min | 22     |
| Miriam Gössner                                                      | 10 km Freistil    | 26:14,8 min | 21     |
| Claudia Nystad                                                      | 10 km Freistil    | 25:59,8 min | 16     |
| Evi Sachenbacher-Stehle                                             | 10 km Freistil    | 25:57,7 min | 12     |
| Evi Sachenbacher-Stehle                                             | 15 km Skiathlon   | 41:37,9 min | 11     |
| Evi Sachenbacher-Stehle                                             | 30 km Klassisch   | 1:31:52,9 h | 4      |
| Katrin Zeller                                                       | 15 km Skiathlon   | 42:26,9 min | 24     |
| Katrin Zeller                                                       | 30 km Klassisch   | 1:34:18,1 h | 19     |
| Katrin Zeller Evi Sachenbacher-Stehle Miriam Gössner Claudia Nystad | 4 × 5 km Staffel  | 55:44,1 min | Silber |
| Männer                                                              |                   |             |        |
| Jens Filbrich                                                       | 30 km Skiathlon   | 1:15:25,0 h | 6      |
| Jens Filbrich                                                       | 50 km Klassisch   | 2:06:07,8 h | 16     |
| Tobias Angerer                                                      | 15 km Freistil    | 34:28,5 min | 7      |
| Tobias Angerer                                                      | 30 km Skiathlon   | 1:15:13,5 h | Silber |
| Tobias Angerer                                                      | 50 km Klassisch   | 2:05:37,0 h | 4      |
| Axel Teichmann                                                      | 15 km Freistil    | 35:47,0 min | 44     |
| Axel Teichmann                                                      | 50 km Klassisch   | 2:05:35,8 h | Silber |
| René Sommerfeldt                                                    | 15 km Freistil    | 35:31,3 min | 36     |
| René Sommerfeldt                                                    | 30 km Skiathlon   | 1:17:11,9 h | 21     |
| René Sommerfeldt                                                    | 50 km Klassisch   | 2:06:52,5 h | 21     |
| Tom Reichelt                                                        | 15 km Freistil    | 35:50,4 min | 46     |
| Tom Reichelt                                                        | 30 km Skiathlon   | 1:21:13,2 h | 35     |
| Jens Filbrich Axel Teichmann René Sommerfeldt Tobias Angerer        | 4 × 10 km Staffel | 1:45:49,4 h | 6      |

| Athleten                               | Wettbewerbe         | Qualifikation | Qualifikation | Viertelfinale | Viertelfinale | Halbfinale    | Halbfinale    | Finale        | Finale        | Rang   |
| Athleten                               | Wettbewerbe         | Zeit          | Rang          | Zeit          | Rang          | Zeit          | Rang          | Zeit          | Rang          | Rang   |
| -------------------------------------- | ------------------- | ------------- | ------------- | ------------- | ------------- | ------------- | ------------- | ------------- | ------------- | ------ |
| Frauen                                 |                     |               |               |               |               |               |               |               |               |        |
| Nicole Fessel                          | Sprint klassisch    | 3:44,79 min   | 9             | 3:41,2 min    | 4             | ausgeschieden | ausgeschieden | ausgeschieden | ausgeschieden | 17     |
| Hanna Kolb                             | Sprint klassisch    | 3:50,29 min   | 29            | 3:41,6 min    | 5             | ausgeschieden | ausgeschieden | ausgeschieden | ausgeschieden | 18     |
| Katrin Zeller                          | Sprint klassisch    | 3:48,63 min   | 24            | 3:43,0 min    | 3             | ausgeschieden | ausgeschieden | ausgeschieden | ausgeschieden | 22     |
| Evi Sachenbacher-Stehle Claudia Nystad | Teamsprint Freistil | –             | –             | –             | –             | 18:43,5 min   | 3             | 18:03,7 min   | 1             | Gold   |
| Männer                                 |                     |               |               |               |               |               |               |               |               |        |
| Tim Tscharnke                          | Sprint klassisch    | 3:42,03 min   | 33            | ausgeschieden | ausgeschieden | ausgeschieden | ausgeschieden | ausgeschieden | ausgeschieden | 33     |
| Josef Wenzl                            | Sprint klassisch    | 3:41,88 min   | 31            | ausgeschieden | ausgeschieden | ausgeschieden | ausgeschieden | ausgeschieden | ausgeschieden | 31     |
| Tim Tscharnke Axel Teichmann           | Teamsprint Freistil | –             | –             | –             | –             | 18:48,9 min   | 3             | 19:02,3 min   | 2             | Silber |

### Skispringen
| Athleten                                                     | Wettbewerb             | Qualifikation | Qualifikation      | Qualifikation      | 1. Durchgang | 1. Durchgang | 1. Durchgang | 2. Durchgang  | 2. Durchgang  | 2. Durchgang  | Gesamt | Gesamt |
| Athleten                                                     | Wettbewerb             | Weite         | Punkte             | Rang               | Weite        | Punkte       | Rang         | Weite         | Punkte        | Rang          | Punkte | Rang   |
| ------------------------------------------------------------ | ---------------------- | ------------- | ------------------ | ------------------ | ------------ | ------------ | ------------ | ------------- | ------------- | ------------- | ------ | ------ |
| Männer                                                       |                        |               |                    |                    |              |              |              |               |               |               |        |        |
| Pascal Bodmer                                                | Normalschanze          | 100,5 m       | 123,5              | 18                 | 95,5 m       | 112,5        | 31           | ausgeschieden | ausgeschieden | ausgeschieden | 112,5  | 30     |
| Michael Neumayer                                             | Normalschanze          | 105,5 m       | 135,0              | 3                  | 101,0 m      | 125,0        | 10           | 99,5 m        | 122,0         | 19            | 247,0  | 16     |
| Michael Neumayer                                             | Großschanze            | 136,0 m       | 129,3              | 12                 | 130,0 m      | 122,5        | 8            | 130,0 m       | 123,0         | 9             | 245,5  | 6      |
| Martin Schmitt                                               | Normalschanze          | 103,5 m       | 132,5              | 9                  | 99,5 m       | 123,0        | 16           | 103,5 m       | 133,0         | 7             | 256,0  | 10     |
| Martin Schmitt                                               | Großschanze            | 128,0 m       | 118,9              | 25                 | 122,5 m      | 108,0        | 18           | 108,0 m       | 74,4          | 29            | 182,4  | 30     |
| Michael Uhrmann                                              | Normalschanze          | 106,0 m       | 138,5              | 1                  | 103,5 m      | 133,0        | 2            | 102,0 m       | 129,5         | 10            | 262,5  | 5      |
| Michael Uhrmann                                              | Großschanze            | 134,5 m       | vorab qualifiziert | vorab qualifiziert | 122,5 m      | 108,0        | 18           | 116,5 m       | 94,7          | 27            | 202,7  | 25     |
| Andreas Wank                                                 | Großschanze            | 137,5 m       | 138,5              | 3                  | 127,5 m      | 118,0        | 11           | 110,0 m       | 82,5          | 28            | 200,5  | 28     |
| Michael Neumayer Andreas Wank Martin Schmitt Michael Uhrmann | Großschanze Mannschaft | —             | —                  | —                  | 528,5 m      | 509,3        | 2            | 537,5 m       | 526,5         | 2             | 1035,8 | Silber |

### Snowboard
| Athleten           | Wettbewerbe | Qualifikation | Qualifikation | Finale        | Finale        | Rang |
| Athleten           | Wettbewerbe | Punkte        | Rang          | Punkte        | Rang          |      |
| ------------------ | ----------- | ------------- | ------------- | ------------- | ------------- | ---- |
| Männer             |             |               |               |               |               |      |
| Christophe Schmidt | Halfpipe    | 32,3          | 11            | ausgeschieden | ausgeschieden | 17   |

| Athleten        | Wettbewerbe           | Qualifikation | Qualifikation | Achtelfinale | Achtelfinale | Viertelfinale | Viertelfinale | Halbfinale           | Halbfinale    | Finale/Platz 3    | Finale/Platz 3 | Rang |
| Athleten        | Wettbewerbe           | Zeit          | Rang          | Gegner       | Zeit         | Gegner        | Zeit          | Gegner               | Zeit          | Gegner            | Zeit           | Rang |
| --------------- | --------------------- | ------------- | ------------- | ------------ | ------------ | ------------- | ------------- | -------------------- | ------------- | ----------------- | -------------- | ---- |
| Frauen          |                       |               |               |              |              |               |               |                      |               |                   |                |      |
| Selina Jörg     | Parallel-Riesenslalom | 1:24,63 min   | 14            | Günther      | −0,41 s      | Meschik       | −0,08 s       | Sauerbreij           | DNF           | Platz 3: Kreiner  | +2,29 s        | 4    |
| Anke Karstens   | Parallel-Riesenslalom | 1:23,90 min   | 8             | Loo          | −0,01 s      | Kreiner       | +8,34 s       | Trostrunde: Kober    | Kober DNS     | Platz 5: Meschik  | −0,64 s        | 5    |
| Amelie Kober    | Parallel-Riesenslalom | 1:24,59 min   | 12            | Tudegeschewa | +0,02 s      | Iljuchina     | DSQ           | Trostrunde: Karstens | DNS           | Platz 7:$ Riegler | DNS            | 8    |
| Isabella Laböck | Parallel-Riesenslalom | 1:24,96 min   | 15            | Sauerbreij   | +17,98 s     | ausgeschieden | ausgeschieden | ausgeschieden        | ausgeschieden | ausgeschieden     | ausgeschieden  | 21   |
| Männer          |                       |               |               |              |              |               |               |                      |               |                   |                |      |
| Patrick Bussler | Parallel-Riesenslalom | 1:18,49 min   | 14            | Schoch       | +22,06 s     | ausgeschieden | ausgeschieden | ausgeschieden        | ausgeschieden | ausgeschieden     | ausgeschieden  | 9    |

| Athleten         | Wettbewerbe    | Qualifikation | Qualifikation | Achtelfinale  | Viertelfinale | Halbfinale    | B-Finale      | Rang |
| Athleten         | Wettbewerbe    | Zeit          | Rang          | Rang          | Rang          | Rang          | Rang          | Rang |
| ---------------- | -------------- | ------------- | ------------- | ------------- | ------------- | ------------- | ------------- | ---- |
| Männer           |                |               |               |               |               |               |               |      |
| Konstantin Schad | Snowboardcross | 1:26,69 min   | 33            | ausgeschieden | ausgeschieden | ausgeschieden | ausgeschieden | 33   |
| David Speiser    | Snowboardcross | 1:23,92 min   | 26            | 2             | 2             | 4             | 4             | 8    |